# 1984年亚洲柔道锦标赛
1984年亚洲柔道锦标赛于当年四月在科威特首都科威特城举办。

## 奖牌概况

### 男子项目
| 项目                         | 金牌             | 银牌                           | 铜牌                            |
| 特轻量级 (60公斤级) （詳細） | 原口谦一（日本） | Zan（中国）                    | Park（大韩民国）                |
| 特轻量级 (60公斤级) （詳細） | 原口谦一（日本） | Zan（中国）                    | Ko（朝鲜民主主义人民共和国）    |
| 次轻量级 (65 kg) （詳細）    | 山本洋祐（日本） | 李璟根（大韩民国）             | Pakasa（伊朗）                  |
| 次轻量级 (65 kg) （詳細）    | 山本洋祐（日本） | 李璟根（大韩民国）             | Chen（中国）                    |
| 轻量级 (71公斤级) （詳細）   | 中右次泰（日本） | Liu（中華臺北）                | Li（中国）                      |
| 轻量级 (71公斤级) （詳細）   | 中右次泰（日本） | Liu（中華臺北）                | 安柄根（大韩民国）              |
| 次中量级 (78公斤级) （詳細） | 高野裕光（日本） | Li（大韩民国）                 | Liu（中国）                     |
| 次中量级 (78公斤级) （詳細） | 高野裕光（日本） | Li（大韩民国）                 | Sapti（科威特）                 |
| 中量级 (86 kg) （詳細）      | 野濑清喜（日本） | Park（朝鲜民主主义人民共和国） | Viseh（伊朗）                   |
| 中量级 (86 kg) （詳細）      | 野濑清喜（日本） | Park（朝鲜民主主义人民共和国） | Park（大韩民国）                |
| 次重量级(95 kg) （詳細）     | 三原正人（日本） | Park（大韩民国）               | Xian（中国）                    |
| 次重量级(95 kg) （詳細）     | 三原正人（日本） | Park（大韩民国）               | Ei（中華臺北）                  |
| 重量级 (+95 kg) （詳細）     | 伊藤久雄（日本） | 徐国清（中国）                 | Idres（科威特）                 |
| 重量级 (+95 kg) （詳細）     | 伊藤久雄（日本） | 徐国清（中国）                 | Hwang（朝鲜民主主义人民共和国） |
| 无差别 （詳細）              | 正木嘉美（日本） | 徐国清（中国）                 | Kanbabaei（伊朗）               |
| 无差别 （詳細）              | 正木嘉美（日本） | 徐国清（中国）                 | Hwang（朝鲜民主主义人民共和国） |

### 奖牌榜
| 排名 | 国家／地区 | 金牌 | 银牌 | 铜牌 | 總數 |
| ---- | ---------- | ---- | ---- | ---- | ---- |
| 1    | 日本       | 8    | 0    | 0    | 8    |
| 2    | 中國       | 0    | 3    | 4    | 7    |
| 3    |            | 0    | 3    | 3    | 6    |
| 4    |            | 0    | 1    | 3    | 4    |
| 5    | 中華臺北   | 0    | 1    | 1    | 2    |
| 6    | 伊朗       | 0    | 0    | 3    | 3    |
| 7    | 科威特     | 0    | 0    | 2    | 2    |
| 总计 | 总计       | 8    | 8    | 16   | 32   |